# Operation Pig Iron

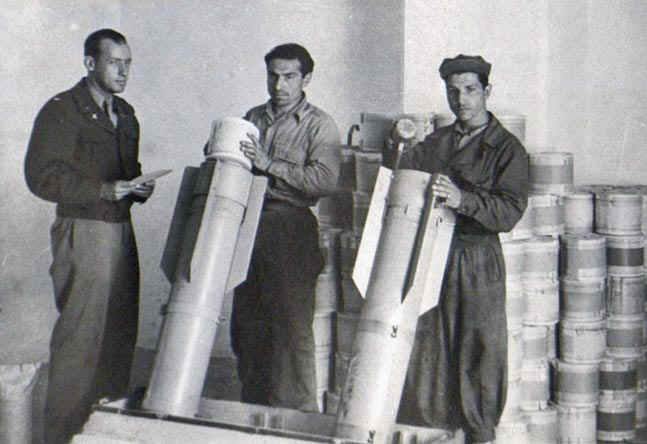
Verpacken von Miniaturausgaben der Zeitschrift durch OSS-Angehörige in „Bomben“ im Rahmen der Operation Pig Iron

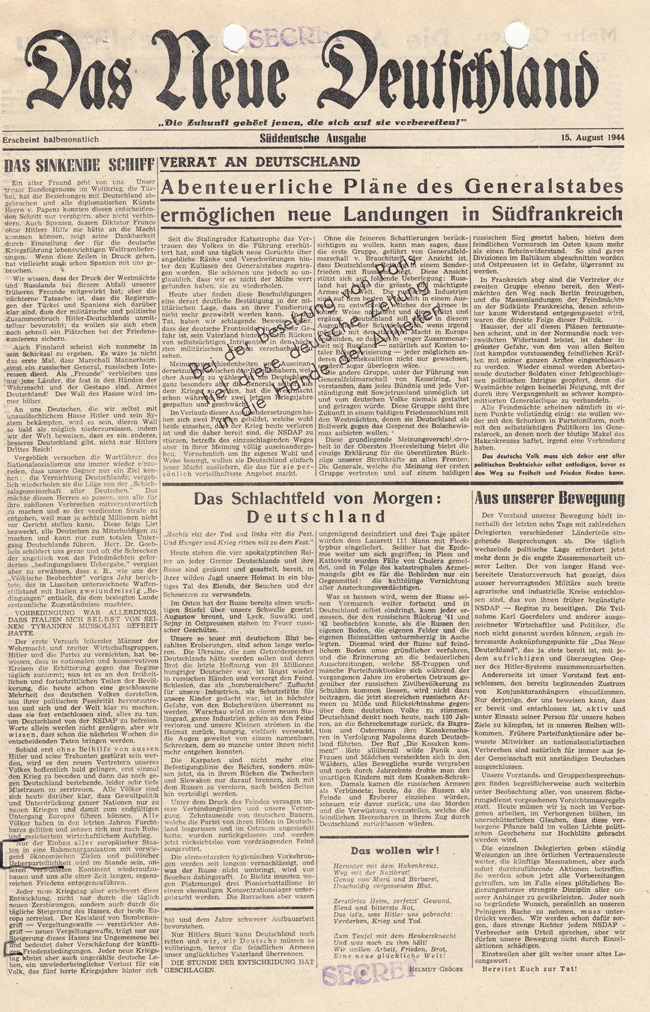
Die erste Miniaturausgabe der Zeitschrift Das Neue Deutschland

Die Operation Pig Iron war eine Maßnahme operativer Information, die während des Zweiten Weltkrieges ab dem Sommer 1944 vom amerikanischen Office of Strategic Services (OSS) geplant und durchgeführt wurde. Ziel war es, durch den Einsatz von Bomben, die Miniaturausgaben der Propagandazeitschrift Das Neue Deutschland enthielten, eine Indoktrination des Feindes durchzuführen. Diese Bomben wurden per Flugzeug über feindlichem Gebiet abgeworfen. Mit über 8,9 Millionen (von insgesamt etwa 9,5 Millionen) gedruckter Exemplare der Zeitschrift war die Miniaturausgabe die massivste Art der Verbreitung dieses Propagandamittels.
Die vorher im Normalformat gedruckten Zeitschriften wurden über ein fototechnisches Verfahren auf ein Maß von 10 × 6 ½ inches verkleinert – was einem Viertel der normalen Größe entsprach – und danach zu Rollen von je 1500 Stück verarbeitet. Diese Rollen wurden anschließend in speziell dafür angefertigte zylindrische Vorrichtungen gepackt. Danach wurden sie per LKW von Rom nach Foggia transportiert, wo sie in Bomben gefüllt wurden. Die dort stationierte US-Luftwaffe flog diese Bomben daraufhin nach Deutschland oder Österreich, um sie dort abzuwerfen.
Da auf diese Art und Weise gleichzeitig auch anderes Propagandamaterial verbreitet werden sollte – bei dem die offensichtliche alliierte Herkunft nicht zu leugnen war – bediente man sich einer List, um die angebliche deutsche Oppositionszeitschrift Das Neue Deutschland plausibel erscheinen zu lassen. Dazu wurde auf die Titelseite der abgeworfenen Zeitschriften zusätzlich ein Aufdruck angebracht, der auf angebliche Zufallsfunde beim Vormarsch alliierter Kräfte hinweisen sollte. So erschien auf der Titelseite etwa der Text: „Bei der Besetzung von Paris fiel diese deutsche Zeitung in die Hände der Alliierten“. Der Erfolg dieser Maßnahme ließ sich auch an der später erfolgten heftigen Gegenreaktion auf deutscher Seite erkennen, bei der etwa in Heinrich Himmlers eigener Propagandazeitschrift Das Schwarze Korps auf die verräterischen Autoren der Zeitschrift aufmerksam gemacht wurde. Es erfolgten dabei vernichtende Kommentare zum Inhalt der Zeitschrift und über die Autoren selbst.
Die Operation Pig Iron gilt als erfolgreichste US-amerikanische Maßnahme zur Verbreitung der Propagandazeitschrift Das Neue Deutschland.